# Carl Cranz

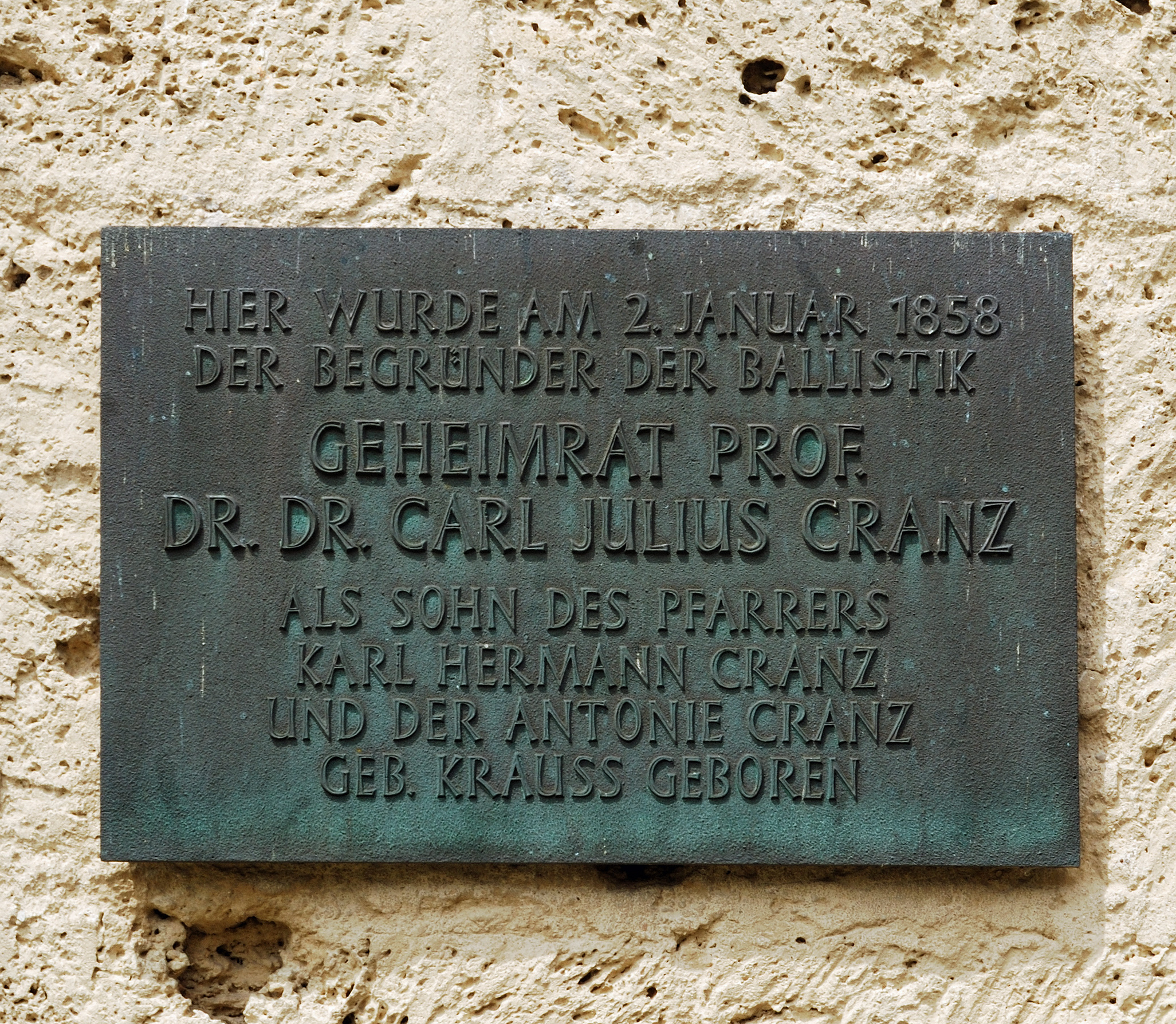
Placa informativa na casa onde nasceu em Hohebach

Carl Julius Cranz (Hohebach, 2 de janeiro de 1858 – Esslingen am Neckar, 11 de dezembro de 1945) foi um matemático e físico alemão. É reconhecido como um dos fundadores da moderna balística.

## Vida
Estudou na filosofia e teologia na Universidade de Tübingen de 1877 a 1879. De 1879 a 1883 estudou matemática e física em Berlim e Tübingen. Em 1883 obeve um doutorado com uma tese sobre balística, orientado por Paul du Bois-Reymond. Foi Privatdozent de matemática e mecânica na Universidade de Stuttgart (1884–1903), professor ordinário na Militärtechnische Akademie (1903–1920) em Berlim,professor ordinário de engenharia física na Universidade Técnica de Berlim (1929–1935) e conselheiro científico do governo chinês em Nanquim (1935–1937).
Foi um dos primeiros a reconhecer a significância de túnel de vento supersônico e trabalhou já na década de 1920 sobre propulsão de foguetes.

## Honrarias
São denominados em sua memória a Sociedade Carl Cranz (em alemão:  Carl-Cranz-Gesellschaft) e o Cranzbau (seu local de trabalho), o edifício da Militärtechnische Akademie no local do antigo Heereswaffenamt.

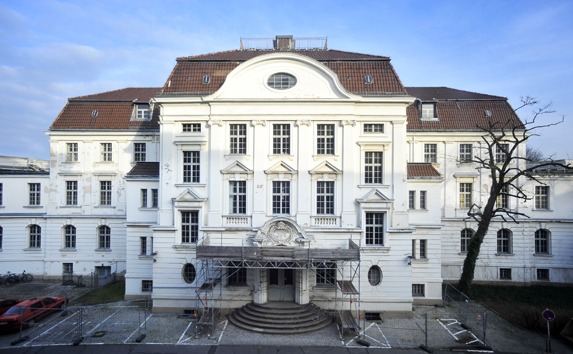
O Cranzbau (1904/05) na Hertzallee em Berlim, a antiga Militärtechnische Akademie